# Campionati cechi di ski cross 2024
I Campionati cechi di ski cross 2024 si sono svolti a Praded il 7 aprile. Il programma ha incluso solamente la gara maschile. 
Trattandosi di competizioni valide anche ai fini del punteggio FIS, vi hanno partecipato anche sciatori di altre federazioni, senza che questo consentisse loro di concorrere al titolo nazionale ceco.

## Risultati

### Uomini
| Pos. | Atleta        | Nazione   |
| ---- | ------------- | --------- |
| 1    | Daniel Paulus | Rep. Ceca |
| 2    | Jiri Cech     | Rep. Ceca |
| 3    | Josef Petrek  | Rep. Ceca |
| 4    | Marian Danos  | Rep. Ceca |